# Ray LaMontagne

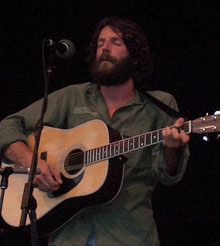
Ray LaMontagne em apresentação

" Raymond "Ray" Charles Jack LaMontagne" é cantor e compositor americano de música folk. Ele nasceu em 18 de junho de 1973 em Nashua, New Hampshire. Atualmente, mora em Wilton, Maine, numa fazenda - que pertenceu ao escritor americano Norman Mailer - com a esposa e dois filhos.

## Infância e adolescência
A família era muito pobre, como ele declarou no VH1 Storytellers, em 2011. Seus pais separaram-se logo após seu nascimento. A sua mãe foi embora com ele e os seus cinco irmãos enquanto o seu pai – que também é músico – estava em turnê. A família, que agora não tinha o pai, mudou-se para o Norte dos E.U.A. Durante muitos anos, Ray perdeu o contato com o pai e ficou sem saber do seu paradeiro. No início da adolescência, Ray viveu em Morgan, Utah e estava mais interessado em desenhar imagens do desenho animado Caverna do Dragão (Dungeons and Dragons, nome da série nos E.U.A) do que no seu trabalho escolar.
Por causa das constantes mudanças, Ray tinha muita dificuldade fazer amizade com outras crianças. LaMontagne frequentava a Morgan High School em Morgan, Utah, mas frequentemente abandonava as aulas, escrevendo histórias ou envolvendo-se em brigas com outros alunos. Com isso, tirava notas baixas e, por pouco, não se formou no segundo grau.

## Mudança para Maine
Após a formatura, LaMontagne se mudou com a família para Lewiston, Maine. Lá, ele conseguiu um emprego numa fábrica de sapatos, trabalhando cerca de 65 horas por semana.
Ray acordava sempre muito cedo para ir ao trabalho. Por volta das 4h da manhã, Ray ouviu a música "Treetop Flyer", do disco Stills Alone, de Stephen Stills. Aquela música lhe chamou a atenção e ele comprou o disco. Ray decidiu abandonar o seu trabalho na fábrica de sapatos para iniciar sua brilhante carreira como cantor e compositor.

## Início da carreira musical
Em 1999, embora tenha mantido o trabalho como carpinteiro, Ray gravou dez músicas em uma demo e enviou para vários locais. Mike Miclon, proprietário do Buckfield Maine's Theater Oddfellow, ouviu a demo e convidou Ray a abrir alguns espetáculos.
Um amigo ouviu as músicas de LaMontagne e o apresentou para Jamie Ceretta, da Chrysalis Music Publishing. O jovem compositor conheceu o produtor Ethan Johns e gravou, em duas semanas, o primeiro disco "Trouble" no Sunset Sound, em Los Angeles, Califórnia. O álbum foi lançado dia 14 de setembro de 2004, pela RCA Records.
O disco incluiu as performances de Nickel Creek e da violinista Sara Watkins em duas faixas, além da participação da filha de Stephen Stills, Jennifer Stills, em outra. Nos E.U.A, o álbum entrou na Billboard 200, vendendo mais de 250 mil cópias e "Trouble" já vendeu mais de 400 mil cópias no mundo inteiro.
Em 2006, "Trouble" entrou para lista das 40 melhores músicas do Reino Unido e o álbum foi considerado um dos cinco melhores naquele ano.
Embora tenha feito um sucesso repentino, Ray LaMontagne sempre mostrou o seu lado tranquilo e pacato. Durante as turnês, ele realiza vários shows em eventos de caridade pelo País.

## Sucesso repentino
Durante uma turnê para promover o álbum, LaMontagne tocou seis canções no de Austin City Limits - festival anual de música que acontece no Zilker Park em Austin, Texas -, no dia 29 de outubro de 2005. Na terceira semana de finais da quinta temporada de American Idol, o vencedor do programa, Taylor Hicks, cantou "Trouble".
Ray LaMontagne impressionou os críticos com músicas de "Trouble", servindo para o mercado cinematográfico com músicas como "Narrow Escape", "Shelter", "Hold You In My Arms" e a música-tema do disco – "Trouble". No filme "O Diabo veste Prada", uma das músicas tocadas é "How Come", quarta faixa do disco. "All the Wild Horses" e "Burn" tem sido usado como fundo musical para a série de tevê americana Rescue Me. No dia 18 de junho de 2006, Ray LaMontagne tocou no programa Top of the Pops.

## Continuação do trabalho
No dia 29 de agosto de 2006, Ray LaMontagne lançou o álbum "Till the Sun Turns Black", que também foi produzido por Ethan Johns. Em "Till the Sun Turns Black", vale ressaltar os arranjos feitos com violinos, violoncelos e naipe de metais em "Three More Days" e "You Can Bring Me Flowers". O álbum começou na 28ª posição na Billboard 200, vendendo 28 mil cópias em sua primeira semana de lançamento. O álbum também vendeu o suficiente para ser um dos "top three heatseeker" na Nova Zelândia.
A primeira apresentação na televisão foi no dia 6 de outubro de 2006, no Tonight Show. A faixa-título"Till the Sun Turns Black" foi apresentada na série de televisão "ER" e as músicas "Lesson Learned" e "Within You" foram utilizados em "One Tree Hill". Ray LaMontagne fez uma gravação ao vivo na Abbey Road Studios para o Live from Abbey Road, em outubro do mesmo ano. A participação dele pode ser conferida em algumas reprises no canal Sony, da tevê paga.
LaMontagne lançou seu terceiro álbum "Gossip in the Grain", em 14 de outubro de 2008, pela RCA Records, e chegou a sua melhor colocação de estreia na Billboard 200, com mais de 60 mil unidades vendidas.
No quarto álbum “God Willin' & The Creek Don't Rise”, lançado em 17 de agosto de 2010, foi creditado a Ray LaMontagne and The Pariah Dogs.
Esta é a primeira vez que LaMontagne compôs músicas com colaboração de outros artistas de uma banda.
“God Willin' & The Creek Don't Rise” é o primeiro álbum totalmente produzido por Ray LaMontagne. As músicas foram gravadas em um período de duas semanas na casa dele, em Massachusetts.
Em 1 de dezembro de 2010, o álbum foi indicado a dois prêmios Grammy, incluindo Melhor Álbum de Folk Contemporâneo e a canção "Beg Steal or Borrow" foi nomeada a Música do Ano.
Em agosto de 2010, ele se apresentou em um evento beneficente em Nashville, TN, para arrecadar dinheiro para as vítimas de uma enchente local.
A música, "Empty", apareceu em um episódio de Law & Order: Criminal Intent, em 2010, e foi ouvida, também, durante os créditos do filme para o filme The Conspirator.
Em 2011 Ray cantou um dueto com cantora irlandesa Lisa Hannigan em "O Sleep", uma das faixas do premiado álbum da irlandesa, Passenger.

## Aprovação da mídia
Os críticos têm comparado a música de LaMontagne com Van Morrison, Nick Drake, e Tim Buckley. Ray LaMontagne se considera como uma pessoa muito reservada e raramente dá entrevistas. Ele também não costuma interagir com o público entre as músicas durante seus shows.

## Característica marcante
Ray LaMontagne é particularmente conhecido por sua voz rouca. Segundo Ray, a afinação da voz vem do diafragma e não do nariz, como acontece com outros cantores. Ele conta ainda que a música dele é altamente influenciada por Stephen Stills, Richard Manuel e Rick Danko.

## Discografia
- "Trouble" - lançado em 14 de setembro de 2004.
- "Live From Bonnaroo 2005" - lançado em 7 de março de 2006.
- "Till the Sun Turns Black" - lançado em 29 de agosto de 2006.
- "Gossip In The Grain" - lançado em 14 de outubro de 2008.
- “God Willin' & The Creek Don't Rise” - com "Pariah Dogs", lançado em 17 de agosto de 2010.
- "Supernova" - lançado em 29 de abril de 2014.
- "Ouroboros" - lançado em 4 de março de 2016.
- "Part Of The Light" - lançado em 18 de maio de 2018.

## Pariah Dogs
- Jennifer Condos - Baixo
- Jay Bellerose - Bateria
- Eric Heywood – Guitarra e Violão
- Greg Leisz – Guitarra, Violão e Banjo
- Patrick Warren - Teclado
- Ryan Freeland - Acordeão